# Brétigny (Oise)
Brétigny is een gemeente in het Franse departement Oise (regio Hauts-de-France) en telt 344 inwoners (2005). De plaats maakt deel uit van het arrondissement Compiègne.

## Geografie
De oppervlakte van Brétigny bedraagt 5,1 km², de bevolkingsdichtheid is 67,5 inwoners per km².
De onderstaande kaart toont de ligging van Brétigny (Oise) met de belangrijkste infrastructuur en aangrenzende gemeenten.

## Demografie
Onderstaande figuur toont het verloop van het inwonertal (bron: INSEE-tellingen).